# Limnophila (Atopolimnophila) laricicola
Limnophila (Atopolimnophila) laricicola is een tweevleugelige uit de familie steltmuggen (Limoniidae). De soort komt voor in het Nearctisch gebied.